# Питерсон, Дэвид (политик)
Дэвид Питерсон (англ. David Peterson) — государственный и политический деятель Канады. С 26 июня 1985 года по 1 октября 1990 года занимал должность премьер-министра провинции Онтарио. Младший брат федерального политика Джима Питерсона.

## Биография
Родился 28 декабря 1943 года в канадском городе Торонто, провинция Онтарио. В 1964 году окончил Университет Западного Онтарио, а в 1967 году стал выпускником Университета Торонто. В 1969 году поступил на работу в семейную фирму по продаже электротехники, а в 1982 году стал лидером Либеральной партии Онтарио. 2 мая 1985 Дэвид Питерсон победил на выборах лидера Прогрессивно-консервативной партии Онтарио Фрэнка Стюарта Миллера.
26 июня 1985 года Дэвид Питерсон вступил в должность премьер-министра Онтарио. На этом посту он уделял внимание защите окружающей среды, системе здравоохранения и правам франкофонов. 10 сентября 1987 года Дэвид Питерсон вновь одержал победу на парламентских выборах. Выступил против создания зоны свободной торговли с соседними Соединёнными Штатами Америки, так как по его мнению это повлекло бы за собой сокращения сотен тысяч рабочих мест в провинции Онтарио. В сентябре 1990 года Либеральная партия Онтарио проиграла на парламентских выборах, новым премьер-министром Онтарио стал Боб Рэй. В 1991 году Дэвид Питерсон стал партнёром юридической фирмы в Торонто. В августе 2015 года стал фигурантом уголовного дела по обвинению в сексуальном домогательстве. В 2016 году Дэвид Питерсон публично поддержал идею о проведении Экспо-2025 в Торонто.